# Shadows of War
Shadows of War è un album della band Loudness del 1986. Negli Stati Uniti, l'album è stato pubblicato col titolo Lightning Strikes.
Le due versioni si distinguono per la diversa copertina, il diverso mixaggio dei brani e il diverso ordine. Nella versione statunitense, il brano 1000 Eyes è tagliato dei 25 secondi finali ed il brano Shadows of War è intitolato Ashes in the Sky. Entrambe le versioni sono cantate completamente in inglese ma presentano differenze nelle parti vocali.

## Tracce
Versione giapponese: Shadows of War
1. Shadows of War - 6:02
2. Let it Go - 4:13
3. Streetlife Dreams - 4:28
4. Black Star Oblivion - 3:55
5. One Thousand Eyes - 4:35
6. Complication - 4:00
7. Dark Desire - 4:19
8. Face to Face - 3:49
9. Who Knows - 4:02

Versione statunitense: Lightning Strikes
1. Let it Go - 4:13
2. Dark Desire - 4:19
3. 1000 Eyes - 4:35
4. Face to Face - 3:49
5. Who Knows - 4:02
6. Ashes in the Sky - 6:02
7. Black Star Oblivion - 3:55
8. Street Life Dream - 4:28
9. Complication - 4:00

## Formazione
- Minoru Niihara - voce
- Akira Takasaki - chitarra
- Masayoshi Yamashita - basso
- Munetaka Higuchi - batteria